# 喬治敦 (馬里蘭州普查規定居民點)
喬治敦（英語：Georgetown）是位於美國馬里蘭州肯特縣的一個普查規定居民點。

## 人口
根據2020年美國人口普查的數據，喬治敦的面積為3.82平方千米，當中陸地面積為3.81平方千米，而水域面積為0.01平方千米。當地共有人口117人，而人口密度為每平方千米30.63人。